# Partisans de Bielski
Els partisans de Bielski van ser un clan format per famílies jueves que es van organitzar i van escapar de l'Holocaust a Polònia a través dels boscos i pantans de Belarús, liderats per Tuvia Bielski i els seus germans, Aaron, Alexander «Zus» i Assael durant la Segona Guerra Mundial. Alguns dels partisans de Bieslki es van unir ocasionalment als partisans soviètics i van realitzar actes de sabotatge a línies fèrries i emboscades a destacaments nazis. Aquest esdeveniment és un dels fets més notables dels partisans jueus durant l'Holocaust de la Segona Guerra Mundial.

## Història

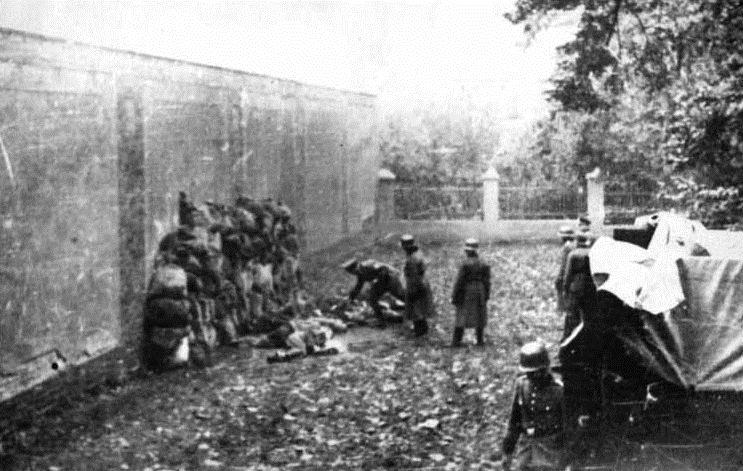
Afusellament de jueus polonesos a Lezno pels Einsatzgruppen

La família Bielski era l'única família jueva de les tretze que habitaven el poble de Stankiewicz, prop de Novogródek a Belarús, a l'inici de la invasió de Polònia pels alemanys el 1939. Els pares de Tuvia i dos de les seves germanes van ser capturats el 1941 i conduïts al gueto de Nowogrodek, essent allí assassinats pels Einsatzgruppen i la Feldgendarmerie de Himmler el 1942.
Tuvia i els seus germans van aconseguir escapar amb prou feines del Districte de Lida per a refugiar-se als boscos impenetrables de Belarús occidental i des d'allí van dur a terme accions per a rescatar jueus que fugien de les matances nazis. Al principi només van intentar salvar-se ells mateixos i alguns familiars i es van ocultar a Zabielovo, als boscos de Perelaz. Allí es va formar la primera unitat partisana amb 30 membres.
Cal assenyalar que l'antisemitisme a Belarús era notable i que aquesta tendència afectava àdhuc als mateixos partisans soviètics. El clan va triar Tuvia com a cap per la seva capacitat de lideratge i pel seu passat militar, a més de pel seu coneixement de la regió, fet que va ajudar-los a eludir els grups de soldats de les SS que rastrejaven la regió. L'exèrcit nazi va arribar a oferir 100.000 marcs de recompensa per la captura de Tuvia Bielski.
Veient l'inexorable sort que correria el poble jueu a la regió de Lida, Tuvia va convèncer els Judenrat i va organitzar la fugida de jueus des dels guetos de les ciutats de Nowogrodek, Minsk, Iwie, Mir, Baranowicze i altres localitats per unir-se al seu grup. A la fi de 1942 ja hi havia uns 300 membres organitzats com un clan nòmada, amagats als boscos belarussos de Zabielovo. Part dels partisans de reconeixement, sota el comandament de Zus, es van unir ocasionalment als partisans soviètics, que els van ensenyar a lluitar i a realitzar actes de sabotatge.
Els partisans pressionaven els camperols no jueus de la regió, obligant-los a subministrar-los aliments. Nogensmenys, executaven aquells camperols que cometien delació amb els alemanys.
Les armes eren subministrades pels partisans russos o eren fruit de les emboscades a destacaments i agents d'enllaç de l'exèrcit alemany.
Una epidèmia de tifus va esclatar enmig del clan i va caldre arrabassar les medicines a llocs belarussos per a tractar els malalts.
L'hivern de 1943, van ser atacats per un batalló alemany amb el suport dels Stukas i van morir 10 combatents jueus abans que el grup pogués escapar cap a Minsk.

A finals de 1943, el clan havia augmentat fins a 700 membres i a causa que temien que els camperols que els proveïen d'aliments finalment els denunciessin a les patrulles alemanyes presents a la regió, es va decidir el trasllat als recòndits boscos de Naliboki, que estaven envoltats de pantans, al marge oriental del riu Nemunas. El trasllat va adquirir la proporció d'un petit èxode. Es van endinsar al forest i van acampar.

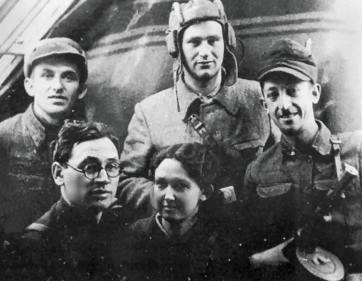
Resistència jueva a Belarús

La comunitat va ser anomenada la «petita Jerusalem» i va adquirir el caràcter de permanent a causa de la poca possibilitat de ser localitzats. Es va crear una escola, un molí, una sastreria, una presó i una sinagoga. El bosc de Naliboki estava dins de la jurisdicció regional dels partisans soviètics al comandament del general Vasili Chernyshev, enviat des de Moscou, i gràcies a una aliança establerta entre Bielski i Chernyshev se'ls va subministrar armes a canvi que ells subministressin serveis i una unitat partisana de sabotatge.
En principi Tuvia va rebutjar la idea, ja que deixava sense protecció la comunitat. Tanmateix, els partisans de Bielski fustigaren aviat la policia local afí als alemanys, van realitzar emboscades als romanents de l'Exèrcit Central en retirada des de Rússia, van fer descarrilar trens, van volar ponts i alguns testimonis asseguren que van executar 129 col·laboradors dels nazis als boscos de Naliboki.
El 22 de juny de 1944, el grup de Bielski havia crescut fins a tenir 1.213 lluitadors, dels quals uns 850 eren ancians, dones i nens. Els partisans de Bielski havien sofert 50 baixes de 150 partisans.

## Desenllaç
Assael va ser reclutat per a l'Exèrcit Roig i va morir en la batalla de Königsberg el 1945. Tuvia, Zus i Aaron es van escapar a Palestina eludint el control soviètic. Tuvia i Zus van allistar-se l'Exèrcit israelià i després van emigrar als Estats Units, on es van establir com migrants, viatge que també va realitzar Aaron Bielski.
Els jueus de Bielski van ser dispersats i assimilats a la nova situació geopolítica de postguerra i, avui en dia, els seus descendents viuen tant a Polònia com dispersos al món.

## Cinema
La gesta èpica dels germans Bielski va ser portada a la pantalla gran el 2008 pel director Edward Zwick al film Resistència. Daniel Craig interpreta a Tuvia Bielski i Zus és interpretat per Liev Schreiber.